# Luiz Paulo Vasconcellos
Luiz Paulo Vasconcellos (Rio de Janeiro, 1941) é ator, diretor teatral, dramaturgo, poeta e historiador brasileiro, famoso pela produção de um Dicionário de Teatro, publicado em 1987 (1a. edição) pela LPM Editores. Em 2007 publicou um livro de poemas - Comendo pelas Beiradas - pela Editora Tambor.

## Biografia
Bacharelou-se em Direção Teatral em 1969 pela Escola de Teatro da FEFIERJ, hoje Centro de Artes da Uni-Rio. Foi bolsista do Governo Francês em 1970-1971 e participou do Grupo de Pesquisa do Centre Universitaire International de Formation et Recherches Dramatiques (CUIFERD) em Nancy, na França. Foi Bolsista LASPAU-Fullbright no período 1981-1983, obtendo o título de Mestre pela State University of New York. Professor adjunto do Departamento de Arte Dramática da Universidade Federal do Rio Grande do Sul entre 1970 e 1995, onde lecionou Direção e Estética do Espetáculo.
Foi Diretor do Instituto de Artes da mesma Universidade no período 1977-1981 e Coordenador de Artes Cênicas da Secretaria Municipal da Cultura de Porto Alegre em duas ocasiões: 1997-2000 e 2004-2008. Como encenador dirigiu peças teatrais no Rio de Janeiro, Porto Alegre, São Luiz do Maranhão e Nova Iorque, com destaque para "A Ópera dos Três Vinténs" e "A Boa Alma de Setsuan", de Bertolt Brecht; "A Casa de Orates" de Arthur Azevedo; "Agamêmnon", de Ésquilo; "Hamlet", de Shakespeare, Apareceu a Margarida, de Roberto Athayde. Seus últimos trabalhos como diretor foram "O Assalto", de José Vicente e "Fim de Jogo", de Samuel Beckett. Como ator atuou nas peças de Thomas Bernhardt, "Almoço na casa do Sr. Ludwig", "A força do hábito" e "Heldenplatz", com direção de Luciano Alabarse. Seus últimos espetáculos foram Platão Dois em Um, texto de Donaldo Schuller baseado nos Diálogos de Platão e O Animal Agonizante, adaptação da obra e direção de Luciano Alabarse. Tem também atuado em cinema e televisão, inclusive nas novelas Laços de Família e Mulheres Apaixonadas, da Rede Globo de Televisão.
Recebeu o troféu Persona, da Secretaria de Estado da Cultura (1990), o Prêmio Qorpo Santo, da Câmara Municipal de Porto Alegre (1992), o Troféu Açorianos Especial (1993) e de Melhor Ator (2003), da Secretaria Municipal da Cultura e a Medalha Cidade de Porto Alegre (1994), pelos serviços prestados ao teatro brasileiro. Em 2007 recebeu o Prêmio RBS-TV de Melhor Ator Coadjuvante por seu trabalho no curta "Loja da Esquina", de Camila Gonzato.